# ナターリヤ・シャホフスカヤ
ナターリヤ・ニコラエヴナ・シャホフスカヤ（ロシア語: Наталия Николаевна Шаховская, ラテン文字転写: Nataliya Nikolaevna Shakhovskaya、1935年9月27日 - 2017年5月20日）は、ソビエト連邦、ロシアのチェリスト、音楽教師。

## 概要
1935年、モスクワに生まれる。両親は共に医師だったが、シャホフスカヤが5歳の時に相次いで亡くなっており、以降は祖母に育てられた。最初、ピアノを学ぶが、戦争の勃発により祖母と共に疎開し、再び音楽を学び始めたのはモスクワに戻った後であった。教師の勧めで12歳の時、チェロに転向する。1954年にモスクワ・グネーシン中等専門音楽学校を卒業しモスクワ音楽院に入学、セミョン・コゾルポフのクラスに入り1959年に卒業する。大学院に進学しムスティスラフ・ロストロポーヴィチの指導を受け、1962年に卒業する。この間、1957年の世界青年学生祭典（モスクワで開催）コンクールで第1位、1961年のプラハの春国際音楽コンクールで第2位、1962年のチャイコフスキー国際コンクールで第1位を獲得している。
1957年から2003年まで独奏者として国際的な演奏活動を続けると共に、1964年からはヴァイオリンのエドゥアルド・グラチ、ピアノのエフゲニー・マリーニンと組んで、三重奏の分野でも盛んに活動した。
同時代のソビエト連邦の作曲家の作品紹介も積極的に行い、レフ・クニッペル、スルハン・ツィンツァーゼ、ソフィア・グバイドゥーリナ等の作品を初演し、曲を献呈されている。
チェロの教師としても早くから活動を開始しており、大学院在学中の1959年から1962年までモスクワ・イッポリトフ＝イヴァノフ音楽大学（現在のイッポリトフ＝イヴァノフ国立音楽教育大学）、1963年から1993年までモスクワ音楽院附属音楽学校、1962年からモスクワ音楽院で教えている。モスクワ音楽院では、1980年に教授となり、1974年から1996年までチェロ・コントラバス部門の主任教授代理を務め、2000年以降はチェロ部門の主任教授を務めた。また、1995年から2000年までイッポリトフ＝イヴァノフ国立音楽教育大学の弦楽器部門の学部長、2000年からマドリードのソフィア王妃音楽学校のチェロ部門の主任教授を務めた。
2017年5月20日、モスクワで没し、トロエクロフスコエ墓地に埋葬された。

## 録音
以下はメロディア録音。
独奏者として
- ヴィヴァルディ：チェロ協奏曲集（F III No. 9,No.13）、ボッケリーニ：チェロ協奏曲第9番（レフ・マルキズ指揮）
- クニッペル：チェロと打楽器、室内オーケストラのための協奏的詩曲（テリアン指揮モスクワ音楽院室内管弦楽団）
- シューマン：アダージョとアレグロ、幻想小曲集、ヒンデミット：チェロソナタ イ短調
- ドビュッシー：チェロソナタ、チャイコフスキー：ロココの主題による変奏曲（コンドラシン指揮モスクワ・フィルハーモニー管弦楽団）
- ハイドン：チェロ協奏曲第1番・第2番（マクシム・ショスタコーヴィチ指揮）
- アラム・ハチャトゥリアン：無伴奏チェロのための「幻想ソナタ」
- ブラームス：チェロソナタ第1番、シューマン：民謡風の5つの小品

三重奏団として
- ハイドン：ピアノ三重奏曲第25番、ブラームス：ピアノ三重奏曲第2番
- ベートーヴェン：ピアノ三重奏曲第4番・第7番、スヴィリードフ：ピアノ三重奏曲
- ベートーヴェン：三重協奏曲（イーゴリ・ベズロドニー指揮モスクワ・フィルハーモニー管弦楽団）

## 受賞
- 1957年：第6回世界青年学生祭典（モスクワ）コンクール 第1位
- 1961年：第14回プラハの春国際音楽コンクール チェロ部門 第2位
- 1962年：第2回チャイコフスキー国際コンクール チェロ部門 第1位
- 1966年：ロシア・ソビエト連邦社会主義共和国功労芸術家
- 1971年：名誉記章勲章（ロシア語版）
- 1979年：ロシア・ソビエト連邦社会主義共和国人民芸術家
- 1991年：ソ連人民芸術家
- 2014年：賢王アルフォンソ10世勲章（英語版）
- 2017年：友好勲章（ロシア語版）